# Valdemar Sander
Valdemar Edgar Stanley Sander (6. december 1876 på Frederiksberg – 15. juli 1975) var en dansk arkitekt.
Sanders forældre var grosserer Vilhelm Sander og Fanny Christensen. Han tog præliminæreksamen 1892; murersvend 1896; dimitteret fra Teknisk Skole; optaget på Kunstakademiets Arkitektskole i alm. forberedelsesklasse december 1895; afgang januar 1903. Medarbejder hos Thorvald Jørgensen 1897-1901, hos Hans J. Holm 1901-04 (konduktør ved restaureringen af Vallø Slot), hos H.B. Storck 1904-15 (konduktør bl.a. ved restaureringen af Helligåndshuset i København (1903-04), ved ombygning af Landmandsbanken (1907) og ved opførelsen af Den Hirschsprungske Samling (1908-11)).
Rejser: 1900 Tyskland, Holland, Belgien; 1904 Tyskland, Italien; 1908 Tyskland, Schweiz, Italien.
Han blev gift 15. oktober 1909 i Kbh. med Sigrid Henriette Emilie Petræus, f. 28. august 1881 i Nykøbing F., datter af grosserer Westy Petræus og Helene Hassing. Han er begravet på Gentofte Kirkegård.

## Værker
- Ombygning af Emil Glückstadts palæ, Fredericiagade 2, København (1908-09, fra 1923 Italiens ambassade)
- Bygninger for Københavns Kul & Koks Kompagni, Islands Brygge 22, Islands Brygge, København (1911-44, nedrevet)
- Jagthus på Hjelm Hede (1912)
- Villa, Ellinorsvej 7, Charlottenlund (1913, præmieret 1914)
- Villa, Skovshovedvej 51, Skovshoved (1913, præmieret 1914)
- 3 villaer, Scherfigsvej 8, Strandøre 19 og Strandpromenaden 33, Østerbro, København (1919-20)
- Landstedet Linderupgård ved Frederikssund (1920)
- Hvidørevej 4, Klampenborg (1925)
- Boligbebyggelserne Halland, Hallandsgade 16-18-20 (1923) og Finland, Finlandsgade 27-29 (1925)
- Boligbebyggelsen Danmark, Jernbanegade 11-16/Skolegade/Østergade 5-7,Danmarksgade 2, Esbjerg (1925)
- Amagerbrogade 232A-236, Sundbyvester Plads 2-4 og Stokrosevej 1-7, Amagerbro (1930-32)
- Brohave I (1930) og II, Amagerbro (1932)

### Projekter
- Bispebjerg Krematorium (3. præmie 1905, sammen med Einar Ambt)
- Har desuden tegnet møbler.